# Masato Sakai
Masato Sakai (Japans: 坂井 聖人, Sakai Masato) (Yanagawa, 6 juni 1995) is een Japanse zwemmer. Hij vertegenwoordigde zijn vaderland op de Olympische Zomerspelen 2016 in Rio de Janeiro.

## Carrière
Sakai behaalde de zilveren medaille op de wereldkampioenschappen zwemmen jeugd 2013 in Dubai.
Bij zijn internationale seniorendebuut, op de Pan-Pacifische kampioenschappen zwemmen 2014 in Gold Coast, eindigde de Japanner als vierde op de 200 meter vlinderslag en als elfde op de 100 meter vlinderslag, op de 100 meter vrije slag strandde hij in de series. Op de wereldkampioenschappen kortebaanzwemmen 2014 in Doha werd Sakai gediskwalificeerd in de series van de 200 meter vlinderslag.
In Kazan nam de Japanner deel aan de wereldkampioenschappen zwemmen 2015. Op dit toernooi eindigde hij als vierde op de 200 meter vlinderslag, voor het podium kwam hij 14/100 seconde tekort.
Tijdens de Olympische Zomerspelen van 2016 in Rio de Janeiro veroverde Sakai de zilveren medaille op de 200 meter vlinderslag. In de finale keerde hij na 150 meter als zesde op meer dan een seconde van Michael Phelps, op de laatste baan zwom hij naar de tweede plaats op 4/100 seconde van Phelps.

## Internationale toernooien
| Jaar | Olympische Spelen | WK langebaan        | WK kortebaan         | PanPacs                                                      | Aziatische Spelen |
| ---- | ----------------- | ------------------- | -------------------- | ------------------------------------------------------------ | ----------------- |
| 2014 |                   |                     | DSQ 200m vlinderslag | 50e 100m vrije slag 11e 100m vlinderslag 4e 200m vlinderslag | geen deelname     |
| 2015 |                   | 4e 200m vlinderslag |                      |                                                              |                   |
| 2016 | 200m vlinderslag  |                     | 6-11 december        |                                                              |                   |

## Persoonlijke records
Bijgewerkt tot en met 9 augustus 2016
Kortebaan
| Afstand          | Tijd    | Datum           | Plaats |
| ---------------- | ------- | --------------- | ------ |
| 100m vlinderslag | 52,29   | 29 oktober 2014 | Tokio  |
| 200m vlinderslag | 1.52,88 | 28 oktober 2014 | Tokio  |

Langebaan
| Afstand          | Tijd    | Datum           | Plaats         |
| ---------------- | ------- | --------------- | -------------- |
| 100m vlinderslag | 52,90   | 29 oktober 2015 | Tokio          |
| 200m vlinderslag | 1.53,40 | 9 augustus 2016 | Rio de Janeiro |